# France au Concours Eurovision de la chanson 1995
La France a participé au Concours Eurovision de la chanson 1995 à Dublin, en Irlande. C'est la 38e participation de la France au Concours Eurovision de la chanson.
Le pays est représenté par Nathalie Santamaria et la chanson Il me donne rendez-vous, sélectionnés en interne par France 2.

## Sélection interne
France 2 choisit l'artiste et la chanson en interne pour représenter la France au Concours Eurovision de la chanson 1995. 
Lors de cette sélection c'est la chanteuse Nathalie Santamaria et la chanson Il me donne rendez-vous qui furent choisies.

## À l'Eurovision

### Points attribués par la France
| 12 points | Royaume-Uni |
| 10 points | Norvège     |
| 8 points  | Autriche    |
| 7 points  | Espagne     |
| 6 points  | Malte       |
| 5 points  | Grèce       |
| 4 points  | Portugal    |
| 3 points  | Suède       |
| 2 points  | Islande     |
| 1 point   | Irlande     |

### Points attribués à la France
| 12 points | 10 points            | 8 points                         | 7 points                   | 6 points                        |
| --------- | -------------------- | -------------------------------- | -------------------------- | ------------------------------- |
|           | - Autriche - Hongrie | - Allemagne - Islande - Slovénie | - Israël - Pologne         | - Belgique - Danemark - Norvège |
| 5 points  | 4 points             | 3 points                         | 2 points                   | 1 point                         |
| - Irlande |                      | - Croatie - Suède                | - Chypre - Grèce - Turquie | - Royaume-Uni                   |

Nathalie Santamaria interprète Il me donne rendez-vous en 12e position lors du concours suivant la Croatie et précédant la Hongrie. Au terme du vote final, la France termine 4e sur 23 pays avec 94 points,.